# 北山田站 (大分縣)
北山田站（日语：／ Kitayamada eki */?）是位於大分縣玖珠郡玖珠町，屬於九州旅客鐵道（JR九州）的久大本線車站。

## 車站構造

### 站房
建於國道210號旁，為木建兩層高建築物，屬第二代站房，採取小木屋的風格建成。原先第一代站房被玖珠町購入後，將其拆卸並重建，成為了現時的模樣，總面積為約142平方米。站房外設置了郵筒及投幣式電話亭。站房重建後，最初設有了小商店及玖珠町物產館，但商店和和物產館在2014年3月尾關閉。2014年7月，由玖珠町擁有的站房委托當地居民組織「北山田地區社區運營協議會」負責管理。該同協議會把車站內部進行翻新，並於2015年6月完成。地下中央部份仍然為候車大堂，並設有以圓木及木板所製成的候車座椅及餐枱；右側原來的小商店則改為展出了當地的風景、鐵路相片，以及北山田中學學生的作品；左側前方為傷殘人士浩手間；後方為男、女獨立式洗手間；2樓為當地居民的社區交流空間，並且可看見三日月瀑布。站房背面的二樓頂部則放置回原有國鐵時代用作標示站名及兩端下站的車站標示牌。
通過開放式閘口後，前端另有一段梯級通至路堤上的月台。

### 月台
現時只設有1面1線的側式月台，但過往曾設有另一個的側式月台。因業務清閒，遠離站房的一側早已被廢置，月台及路軌亦早已被拆去。該處現時種有多棵櫻花樹，連同站房一端的櫻花樹於春天時期展現花海。
列車靠站時，往日田方向為左側上落；往大分方向為右側上落。
| 路線      | 上下行 | 方向             |
| --------- | ------ | ---------------- |
| ■久大本線 | 下行   | 豐後森、大分方向 |
| ■久大本線 | 上行   | 日田、久留米方向 |

## 歷史
- 1932年9月16日：鐵道省大湯線由豐後森延伸至本站，開業[7][8][2]。
- 1933年9月29日：大湯線由本站延伸至天瀨站[9]，改為中途站。
- 1984年：降為無人車站，玖珠町買下了原站房[3]。
- 1987年4月1日：隨國鐵分割民營化，車站由九州旅客鐵道（JR九州）營運[10][11][12]。
- 1992年4月14日：站房重建，總工程費為2500萬日圓[3]。
- 2014年：

- 3月尾：商店和物產館關閉。
- 7月：玖珠町委托了當地居民組織管理站房。

- 2015年6月24日：站房翻新[5][6]。

## 使用狀況
車站四周都有疏落的民房，主要集中於南端，但仍然以農地為主，所以每日使用量仍不多。自JR九州於2016年度起只公佈最多使用量的首300個車站後，本站不單未能進榜並顯示實際的使用量，就連表列於「超過100人」的附錄內也沒有。
| 年度     | 一年總 乘車人次 | 非定期票 乘車人次 | 定期 乘車人次 | 一日平均 乘車人次 | 一年總 下車人次 | 參考資料                |
| -------- | --------------- | ----------------- | ------------- | ----------------- | --------------- | ----------------------- |
| 1965     | 232,865         | 47,774            | 185,091       | -                 | 237,631         | [ 統計 1 ]              |
| -        | -               | -                 | -             | -                 | -               | -                       |
| 1990     | 51,903          | 14,609            | 37,294        | -                 | 56,179          | [ 統計 2 ]              |
| 1991     | 51,079          | 15,175            | 35,904        | -                 | 57,911          | [ 統計 3 ]              |
| 1992     | 48,068          | 16,351            | 31,717        | -                 | 50,460          | [ 統計 4 ]              |
| 1993     | 46,487          | 14,758            | 31,729        | -                 | 52,267          | [ 統計 5 ]              |
| 1994     | 44,502          | 15,352            | 29,150        | -                 | 49,701          | [ 統計 6 ]              |
| 1995     | 45,922          | 10,186            | 35,736        | -                 | 56,022          | [ 統計 7 ]              |
| 1996     | 45,981          | 8,693             | 37,288        | -                 | 50,680          | [ 統計 8 ]              |
| 1997     | 42,507          | 11,044            | 31,463        | -                 | 42,298          | [ 統計 9 ]              |
| 1998     | 39,628          | 10,847            | 28,781        | -                 | 39,726          | [ 統計 10 ]             |
| 1999     | 36,796          | 9,777             | 27,019        | -                 | 36,589          | [ 統計 11 ]             |
| 2000     | 38,646          | 9,055             | 29,591        | 106               | 38,317          | [ 統計 12 ]             |
| 2001     | 37,308          | 7,980             | 29,328        | 102               | 36,736          | [ 統計 13 ]             |
| 2002     | 39,761          | 7,685             | 32,076        | 109               | 38,758          | [ 統計 14 ]             |
| 2003     | 33,459          | 7,340             | 26,119        | 92                | 31,975          | [ 統計 15 ]             |
| 2004     | 30,956          | 7,207             | 23,749        | 85                | 29,728          | [ 統計 16 ]             |
| 2005     | 30,306          | 6,301             | 24,005        | 83                | 29,832          | [ 統計 17 ]             |
| 2006     | 31,504          | 6,352             | 25,152        | 86                | 30,309          | [ 統計 18 ]             |
| 2007     | 32,468          | 7,102             | 25,366        | 89                | 30,826          | [ 統計 19 ]             |
| 2008     | 28,955          | 6,361             | 22,594        | 79                | 27,884          | [ 統計 20 ]             |
| 2009     | 27,494          | 2,706             | 24,788        | 75                | 29,331          | [ 統計 21 ] [ 附註 1 ]  |
| 2010     | 24,170          | 2,644             | 21,526        | 66                | 24,658          | [ 統計 22 ] [ 附註 1 ]  |
| 2011     | 25,089          | 2,695             | 22,394        | 69                | 25,692          | [ 統計 23 ] [ 附註 1 ]  |
| 2012     | 24,427          | 2,698             | 21,729        | 67                | 25,115          | [ 統計 24 ] [ 附註 1 ]  |
| 2013     | 23,284          | 2,537             | 20,747        | 64                | 23,526          | [ 統計 25 ] [ 附註 1 ]  |
| 2014     | 17,213          | 2,386             | 14,827        | 47                | 17,336          | [ 統計 26 ] [ 附註 1 ]  |
| 2015     | 14,884          | 2,470             | 12,414        | 41                | 14,830          | [ 統計 27 ] [ 附註 1 ]  |
| 2016以後 |                 |                   |               | <100              |                 | [ 統計 28 ] [ 統計 29 ] |

## 相鄰車站
九州旅客鐵道（JR九州）
■久大本線
■觀光特急「金八·一六」、特急「由布」、「由布院之森」
通過
■普通
杉河內－北山田－豐後森

### 附注
1. 1 2 3 4 5 6 7  在大分縣統計協會解散後，改於網上公開資料[13]

### 統計數據
1. ↑  大分縣總務部統計課 《昭和41年版 大分縣統計年鑑》 大分縣統計協會，1966年3月。
2. ↑  大分縣總務部統計課 《平成3年版 大分縣統計年鑑》 大分縣統計協會，1991年12月31日。
3. ↑  大分縣總務部統計課 《平成4年版 大分縣統計年鑑》 大分縣統計協會，1992年12月31日。
4. ↑  大分縣總務部統計課 《平成5年版 大分縣統計年鑑》 大分縣統計協會，1994年3月31日。
5. ↑  大分縣總務部統計課 《平成6年版 大分縣統計年鑑》 大分縣統計協會，1995年3月31日。
6. ↑  大分縣總務部統計課 《平成7年版 大分縣統計年鑑》 大分縣統計協會，1996年3月31日。
7. ↑  大分縣總務部統計課 《平成8年版 大分縣統計年鑑》 大分縣統計協會，1997年3月31日。
8. ↑  大分縣總務部統計課 《平成9年版 大分縣統計年鑑》 大分縣統計協會，1998年3月31日。
9. ↑  大分縣總務部統計課 《平成10年版 大分縣統計年鑑》 大分縣統計協會，1999年3月31日。
10. ↑  大分縣總務部統計課 《平成11年版 大分縣統計年鑑》 大分縣統計協會，2000年3月31日。
11. ↑  大分縣總務部統計課 《平成12年版 大分縣統計年鑑》 大分縣統計協會，2001年3月31日。
12. ↑  大分縣總務部統計課 《平成13年版 大分縣統計年鑑》 大分縣統計協會，2002年3月31日。 - 11運輸および通信 - 132 鉄道各駅別運輸状況（JR九州・JR貨物） (網上版XLS （页面存档备份，存于）)
13. ↑  大分縣總務部統計課 《平成14年版 大分縣統計年鑑》 大分縣統計協會，2003年3月31日。 - 11運輸および通信 - 132 鉄道各駅別運輸状況（JR九州・JR貨物） (網上版XLS （页面存档备份，存于）)
14. ↑  大分縣總務部統計課 《平成15年版 大分縣統計年鑑》 大分縣統計協會，2004年3月31日。 - 11運輸および通信 - 132 鉄道各駅別運輸状況（JR九州・JR貨物） (網上版XLS （页面存档备份，存于）)
15. ↑  大分縣總務部統計課 《平成16年版 大分縣統計年鑑》 大分縣統計協會，2005年3月31日。 - 11運輸および通信 - 132 鉄道各駅別運輸状況（JR九州・JR貨物） (網上版XLS （页面存档备份，存于）)
16. ↑  大分縣總務部統計課 《平成17年版 大分縣統計年鑑》 大分縣統計協會，2006年3月31日。 - 11運輸および通信 - 132 鉄道各駅別運輸状況（JR九州・JR貨物） (網上版XLS （页面存档备份，存于）)
17. ↑  大分縣總務部統計課 《平成18年版 大分縣統計年鑑》 大分縣統計協會，2007年3月31日。 - 11運輸および通信 - 132 鉄道各駅別運輸状況（JR九州・JR貨物） (網上版XLS （页面存档备份，存于）)
18. ↑  大分縣總務部統計課 《平成19年版 大分縣統計年鑑》 大分縣統計協會，2007年3月31日。 - 11運輸および通信 - 130 鉄道各駅別運輸状況（JR九州・JR貨物） (網上版XLS （页面存档备份，存于）)
19. ↑  大分縣總務部統計課 《平成20年版 大分縣統計年鑑》 大分縣統計協會，2009年3月31日。 - 11運輸および通信 - 129 鉄道各駅別運輸状況（JR九州・JR貨物） (網上版XLS （页面存档备份，存于）)
20. ↑  大分縣總務部統計課 《平成21年版 大分縣統計年鑑》 大分縣統計協會，2010年3月31日。 - 11運輸および通信 - 129 鉄道各駅別運輸状況（JR九州・JR貨物） (網上版XLS （页面存档备份，存于）)
21. ↑  . 大分縣總務部統計課.   [2015-06-26]. （原始内容存档于2015-06-26）.
22. ↑  . 大分縣總務部統計課.   [2015-06-26]. （原始内容存档于2015-06-26）.
23. ↑  . 大分縣總務部統計課.   [2015-06-26]. （原始内容存档于2015-06-26）.
24. ↑  . 大分縣總務部統計課.   [2015-06-26]. （原始内容存档于2015-06-26）.
25. ↑  . 大分縣總務部統計課.   [2015-06-26]. （原始内容存档于2015年6月27日）.
26. ↑  . 大分縣總務部統計課.   [2017-03-04]. （原始内容存档于2016-09-27）.
27. ↑  . 大分縣總務部統計課. 2017-03-30  [2017-05-22]. （原始内容存档于2017-08-03）.
28. ↑  駅別乗車人員上位300駅（2016年度） （页面存档备份，存于） ，JR九州。
29. ↑  駅別乗車人員上位300駅（2023年度） （页面存档备份，存于），JR九州。

## 外部連結
- JR九州北山田站 （页面存档备份，存于）